# 羅西南多
羅西南多（西班牙語：Rocinante），或譯駑騂難得，若昔难得，是西班牙小說《唐吉訶德》裡的虛構馬，主角唐吉訶德的坐騎。在西班牙語裡，「羅西南多」意為劣馬。
小說裡，牠是一隻瘦得只剩下皮包骨的老馬，唐·吉訶德花了整整四天要幫牠取個響亮的名字，最終定名為羅西南多。後來，羅西南多一直作為唐吉訶德的坐騎，陪伴他歷經許多冒險；曾經有一次因羅西南多跑去與一隊楊斯瓜人的母馬廝混，而導致唐吉訶德與隨從桑丘·潘薩被這隊楊斯瓜人給痛打一棍。

## 圖片

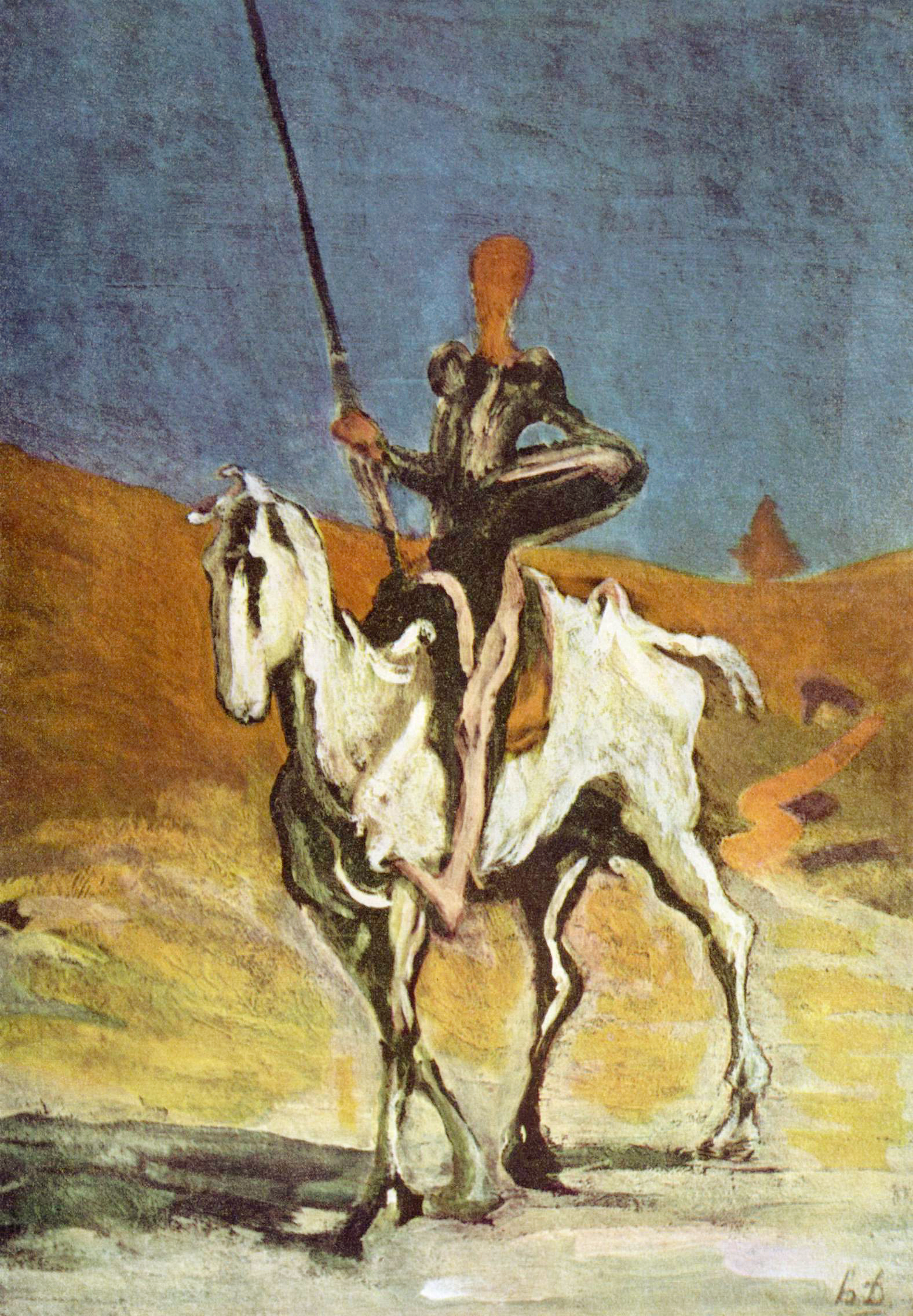
騎著羅西南多的唐吉訶德，奧諾雷·杜米埃的插畫。
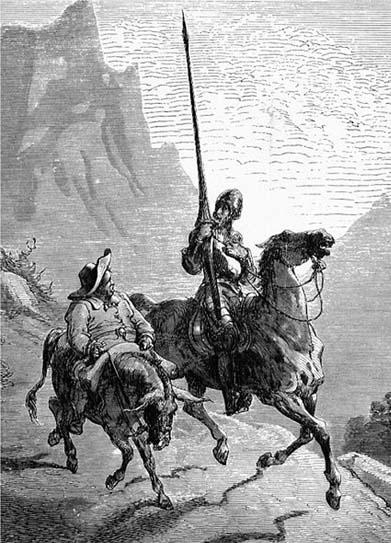
騎著羅西南多的唐吉訶德與桑丘·潘薩一同出征。
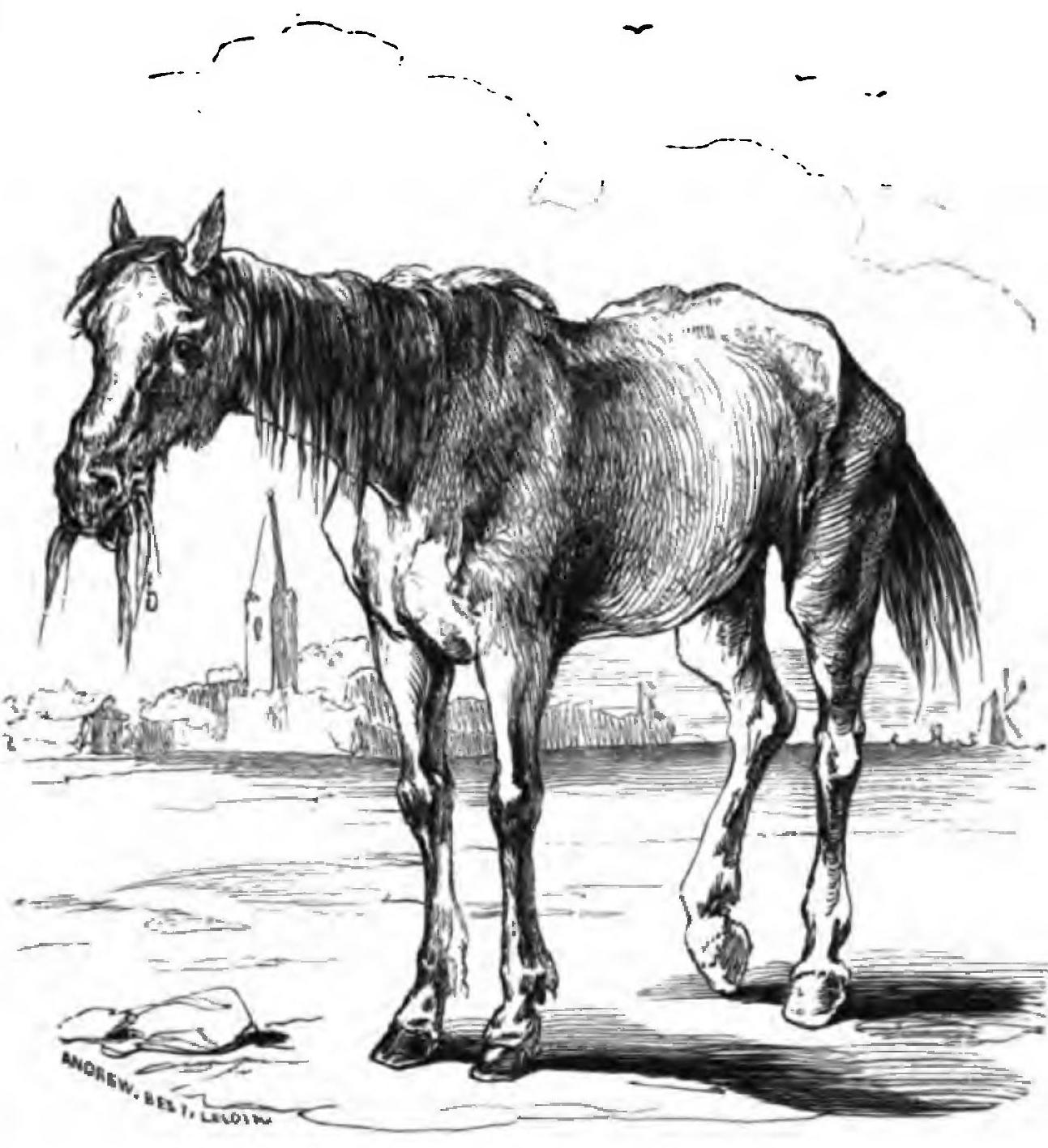
羅西南多畫像。
Nils Kreuger（英语：Nils Kreuger）的畫作《唐吉訶德的坐騎羅西南多》（Don Quihote's Horse Rosinante，1911年）。